# Roald
Roald is een plaats in de Noorse gemeente Giske, provincie Møre og Romsdal. Roald telt 691 inwoners (2007) en heeft een oppervlakte van 0,79 km².